# بدوردی به پادشاهان
«بدوردی به پادشاهان» (به انگلیسی: A Farewell to Kings) آلبومی از راش است که در سال ۱۹۷۷ میلادی منتشر شد.